# Rhacoma scoparia
Rhacoma scoparia là một loài thực vật có hoa trong họ Dây gối. Loài này được Standl. miêu tả khoa học đầu tiên năm 1923.